# Боян Смилов
Боян Георгиев Смилов е български адвокат и политик от Националлибералната партия

## Биография
Роден на 20 ноември 1885 г. в град Лом. Смилов е един от тези, които подготвят и участват в деветоюнския преврат през 1923 г. Два пъти е министър, веднъж на правосъдието при Александър Цанков и веднъж на търговията, промишлеността и труда при Андрей Ляпчев. След Деветнадесетомайския преврат (1934) става част от основаната през 1936 година опозиционна Петорка.